# Рогозівський район
Рогозівський район — адміністративно-територіальна одиниця, утворена в 1923 році в складі Київської округи. Районний центр — село Рогозів. Ліквідований у 1927 році.
За даними перепису 1926 року в районі проживало 39 690 осіб.

## Історія
У 1923 році в УСРР було проведено районування, внаслідок якого утворено округи і райони замість повітів і волостей. Зокрема, постановами ВУЦВК від 7 березня і 12 квітня було утворено Рогозівський район у складі Київської округи Київської губернії, до якого увійшли Воронківська, Рогозівська і Єрковецька волості Переяславського повіту.
Станом на 1924 рік Рогозівський район мав центр у селі Рогозівці і складався із 15 сільрад: Рогозівська, Вороньківська, Глибоцька, Гусенцівська, Єрковецька, Ковалинська, Кальнівська, Койлівська, Любарецька, Мартусівська, Процівська, Рудяківська, Старівська, Сошниківська, Яшниківська. Усього у районі було 35 поселень: містечко Вороньків, 22 сіл і 12 хуторів.
Постановою ВУВЦК від 27 березня 1925 року було внесено такі зміни у склад району:
- с. Мартусівку з с. Новоселівкою і х. Рівний (тобто Мартусівську сільраду[3]) було перечислено до складу Бориспільського району Київської округи;
- Гусинцинську, Кальнівську і Яшницьку сільради було перераховано до складу Ржищівського району Київської округи.[4]

У 1927 році район було включено до складу Бориспільського району Київської округи.

## Склад
Район складався з 13 сільрад: Вороньківська, Глибоцька, Дівичівська, Єрковецька, Жереб'ятинська, Кіловська, Ковалинська, Любарецька, Процівська, Рогозівська, Рудяківська, Сошниківська, Старинська.[джерело?]
При ліквідації більша частина сільрад увійшла до складу Бориспільського району, лише Дівичівська, Єрковецька та Ковалинська відійшли до Переяславського району, а Рудяківська — Ржищівського.